# Chiesa di San Giovanni Battista (Palazzago)
La chiesa di San Giovanni Battista è la parrocchiale di Palazzago, in provincia e diocesi di Bergamo; fa parte del vicariato di Mapello-Ponte San Pietro. La chiesa conserva il dipinto di Giovan Battista Moroni Assunzione della Vergine.

## Storia
La chiesa di Palazzago fu eretta nel 1344 per interessamento di Andrea Canali, che era il vicario del cardinale Giovanni Colonna, e con territorio dismembrato da quella di Pontida. Nel tempo, però, il monastero di Pontida esercitò una potente influenza sulla parrocchia palazzaghese sino alla soppressione dello stesso, avvenuta nel 1798. All'inizio del XVII secolo la popolazione locale aumentò sensibilmente e si decise di riedificare la chiesa del paese. La prima pietra della parrocchiale fu posta il 3 agosto 1728; il nuovo edificio fu aperto al culto nel 1755. 
Tra la fine di quel secolo e l'inizio di quello successivo la chiesa di Palazzago risulta costituire una vicaria a sé indipendente da tutte le altre; successivamente entrò a far parte di quella di Almenno, per poi essere aggregata nel 1834 al vicariato di Brembate Sopra, nel 1859 è menzionata tra le chiese inserite nella vicaria di Pontida.
Nel frattempo, l'8 settembre 1839, la parrocchiale venne consacrata dal vescovo Carlo Gritti Morlacchi. Nel 1901 il campanile fu sopraelevato e, nel 1914, rifatto il pavimento. Nel 1971 la chiesa venne aggregata alla zona pastorale VII, per poi passare nel 1979 al neo-costituito vicariato di Mapello-Ponte San Pietro.
Infine, nel 1988 fu ristrutturato l'interno dell'edificio.

## Descrizione

### Esterno
L'edificio di culto si trova nel centro cittadino, preceduto da una gradinata, e circondato dal sagrato. Il fronte principale si sviluppa su tre livelli e si divide in cinque settori da lesene e controlesene complete di basamenti in marmo e capitelli d'ordine corinzio. Nel settore inferiore vi è centrale il portale in pietra di Zandobbio, modanato e completo di mensole che reggono l'architrave terminante con il timpano ad arco che ospita lo stemma vescovile. Una cornice marcapiano completa di copertura in coppi, divide il primo dal secondo settore che si divide in tre parti con la continuazione delle lesene inferiori. Una grande finestra occupa questa parte della facciata atta a illuminare l'interno dell'aula. La finestra con cornici in pietra culminante con una scritta inserita in un fregio modanato barocco. La finestra è completa di balconata. La terza sezione ospita il grande timpano semicurvo con la scritta centrale che riporta l'intitolazione della chiesa a san Giovanni Battista. Lateralmente due medaglioni raccordano con la parte centrale.
La torre campanaria è posta sul lato destro della chiesa.

### Interno
L'interno della chiesa è a navata unica e a pianta ottagonale, è molto ampia. La navata è divisa da lesene in stucco complete di zoccolo in marmo e capitelli che reggono la trabeazione da dove s'imposta la grande volta ellittica con il grande affresco di Simone Paganelli risalente al 1750.
Le cappelle, partendo da sinistra sono dedicate a san Giuseppe e al fonte battesimale. La cappella più ampia è dedicata alle Reliquie della Santa Croce. Segue la piccola cappella del Sacro Cuore di Gesù, e quella della Madonna Immacolata. Sul lato destro, partendo dalla controfacciata, vi sono due confessionali e la cappella dedicata alla Madonna Addolorata con il gruppo della Madonna Addolorata con Cristo a grandezza naturale realizzato dalla bottega Fantoni di Rovetta. A seguire quella della Vergine del Rosario di maggior ampiezza. Proprio nella cappella del Rosario si conserva la pala d'altare opera di Giovan Battista Moroni con l'Assunzione della Vergine.
Il presbiteri, di minor misura, è anticipato dall'arco trionfale e sopraelevato da cinque gradini in marmo bianco. La parte a pianta rettangolare termina con il coro absidato.